# Erik Rosengren (bandyspelare)
Erik Rosengren, född 1991, är en svensk bandyspelare. Han representerar Villa Lidköping BK sedan november 2010.
Erik Rosengren började sin karriär som junior i Tranås men valde bandygymnasiet i Sandviken. Han gjorde tre säsonger i Sandviken utan att bli ordinarie. För att få speltid blev han 2009-10 utlånad till allsvenska Skutskär men kom tillbaks och var ordinarie i slutspelet för Sandviken som ytterhalv och defensiv mittfältare.
Inför säsongen 2010-11 valde han att skriva på ett tvåårskontrakt med Villa istället för att stanna kvar i Sandviken.
2011 förlängde han sitt kontrakt med Villa till 2014 med möjlighet till förlängning på två år till.
Han missade SM-finalen 2011-12 efter att ha krockat med en Bollnässpelare och slitit av främre korsbandet i ena knäet i den fjärde och sista semifinalmatchen
När han kom tillbaks blev han utlånad till Lidköpings AIK inför sin comeback i Villa Lidköping men i första matchen i början av november 2012 på Tingvalla mot Boltic så fick han en likadan skada i samma knä efter 20 minuteroch därmed var säsongen 2012-13 spolierad. Förhoppningarna om att han skulle vara tillbaks i Villa under 2013-14 infriades inte heller.
Istället för att använda de två plusåren som fanns i kontraktet så skrev han på ett nytt ettårskontrakt med Villa Lidköping
24 oktober 2014 spelade han sin första tävlingsmatch för Villa, i premiärmatchen hemma mot Vetlanda BK, sedan skadan 2012 i och i februari 2015 förlängdes hans kontrakt med Villa Lidköping med ett år

## Klubbkarriär
| 2007–08         | Sandvikens AIK      | SEL             | 8  | 0 | 0 | 0 | 10  | 0  | 0 | 0 | 0 | 0  |
| 2008–09         | Sandvikens AIK      | SEL             | 19 | 0 | 1 | 1 | 0   | 0  | 0 | 0 | 0 | 0  |
| 2009–10         | Sandvikens AIK      | SEL             | 1  | 0 | 0 | 0 | 10  | 9  | 2 | 0 | 2 | 10 |
| 2009–10         | Skutskär IF/BK      | ALLN            | 18 | 1 | 7 | 8 | 30  | -  | - | - | - | -  |
| 2010–11         | Villa Lidköping     | SEL             | 23 | 0 | 1 | 1 | 10  | 8  | 1 | 0 | 1 | 20 |
| 2010–11         | Villa Lidköping U20 | U20 ELIT        | 5  | 3 | 4 | 7 | 20  | -  | - | - | - | -  |
| 2010–11         | Sverige             | U23-VM          | 3  | 0 | 0 | 0 | 0   | 1  | 0 | 1 | 1 | 6  |
| 2011–12         | Villa Lidköping     | SEL             | 25 | 0 | 5 | 5 | 110 | 9  | 1 | 1 | 2 | 30 |
| 2012–13         | Lidköpings AIK      | ALLS            | 1  | 0 | 0 | 0 | 0   | -  | - | - | - | -  |
| 2013–14         | Spelade inte        |                 | -  | - | - | - | -   | -  | - | - | - | -  |
| 2014–15         | Villa Lidköping     | SEL             | 8  | 0 | 1 | 1 | 10  | -  | - | - | - | -  |
| SEL totalt      | SEL totalt          | SEL totalt      | 84 | 0 | 8 | 8 | 150 | 26 | 4 | 1 | 5 | 60 |
| ALLN totalt     | ALLN totalt         | ALLN totalt     | 18 | 1 | 7 | 8 | 30  | -  | - | - | - | -  |
| ALLS totalt     | ALLS totalt         | ALLS totalt     | 1  | 0 | 0 | 0 | 0   | -  | - | - | - | -  |
| U20-ELIT totalt | U20-ELIT totalt     | U20-ELIT totalt | 5  | 3 | 4 | 7 | 20  | -  | - | - | - | -  |
| U23-VM totalt   | U23-VM totalt       | U23-VM totalt   | 3  | 0 | 0 | 0 | 0   | 1  | 0 | 1 | 1 | 6  |

statistik uppdaterad 2015-02-13